# Renato Buso
Renato Buso (Treviso, 19 dicembre 1969) è un allenatore di calcio ed ex calciatore italiano, di ruolo centrocampista.

## Biografia
Vive a Firenze con la fidanzata Camilla Mencarelli, giornalista fiorentina, il figlio Daniel nato nel 2012 e la figlia Giulia nata nel 2015. Suo nipote Nicolò è anch'egli un calciatore.

## Carriera

### Giocatore

#### Club

Buso (a sinistra) alla Juventus nel 1986, pressato dall'interista Passarella

Fa il suo esordio tra i professionisti con il Montebelluna, in Serie C2, e poi nel 1985 passa già alla Juventus in Serie A, con la quale gioca per quattro stagioni mettendo a segno 10 gol, spesso utilizzato come riserva di Aldo Serena, Ian Rush e Alessandro Altobelli nel ruolo di centravanti.
Nel 1989 si trasferisce in compartecipazione alla Fiorentina, che l'anno successivo lo riscatta definitivamente nell'ambito della trattativa che porta Roberto Baggio in bianconero, in cui Buso viene valutato 2 miliardi di lire. A Firenze gioca per due stagioni, trasformandosi via via in seconda punta o ala e giocando in attacco con Roberto Baggio e Oscar Dertycia; gioca anche la finale di Coppa UEFA 1989-1990 contro la Juventus, segnando un gol.
Nel 1991 viene ceduto alla Sampdoria neo campione d'Italia per 4,6 miliardi di lire: in blucerchiato sostituisce Marco Branca (passato ai gigliati) nel ruolo di riserva di Gianluca Vialli e Roberto Mancini, disputando due stagioni sotto la Lanterna.
Nel 1993, in rotta con Sven-Göran Eriksson, passa al Napoli per tre miliardi e mezzo di lire. Vi rimane per tre anni, segnando 11 gol e completando la trasformazione in tornante di centrocampo.
Nel 1996 si trasferisce alla Lazio per 6 miliardi di lire, voluto da Zdeněk Zeman come alternativa in attacco. La varicella lo ferma in ritiro, e in seguito trova poco spazio con il boemo, mentre viene maggiormente impiegato da Dino Zoff, che sostituisce il boemo a campionato in corso.

Buso (in piedi, secondo da sinistra) al Napoli nel 1995

Nell'ottobre del 1997 passa al Piacenza dove rimane per tre anni in Serie A, contribuendo da titolare a due salvezze (1997-1998 e 1998-1999) alternandosi a Gianpietro Piovani nel ruolo di ala destra. Dopo la retrocessione dei piacentini nel 2000, scende anch'egli Serie B con il Cagliari dove disputa un campionato e segna 4 gol.
Infine si trasferisce allo Spezia, in Serie C1, dove gioca per tre anni prima di dare l'addio definitivo al calcio giocato.

#### Nazionale
Il suo nome rimane legato alla vittoria della Nazionale Under-21, guidata da Cesare Maldini, del primo campionato europeo di categoria (1992). Con 3 gol nelle semifinali (contro la Danimarca) e nelle finali (contro la Svezia), contribuisce alla vittoria diventando anche capocannoniere del torneo. In totale disputa 25 partite con 9 reti in Nazionale Under 21, e 5 partite con la Nazionale Olimpica impegnata nelle Olimpiadi di Barcellona 1992.

### Allenatore
Dopo l'esordio nello staff tecnico di Loris Dominissini nello Spezia, nel 2006 ha allenato la Sarzanese in Serie D. Per la stagione 2007-2008 allena la squadra primavera dello Spezia, fino al fallimento della società ligure. Dal 2008 allena gli Allievi Nazionali del settore giovanile della Fiorentina. Il 19 giugno 2009, con un 3-1 ai danni dell'Inter, conquista lo scudetto di categoria.
Dall'estate del 2009 è l'allenatore della Primavera viola. La squadra giunge in finale del Torneo di Viareggio 2011 perdendo la finale contro l'Inter. Il 30 marzo 2011, allo Stadio Olimpico di Roma, conquista la Coppa Italia battendo 3-1 i pari età della Roma, dopo il risultato dell'andata di 1-1 all'Artemio Franchi di Firenze.
Il 20 giugno 2011 lascia la guida della Primavera della Fiorentina, e il 17 novembre successivo viene assunto come allenatore del Gavorrano, firmando un contratto fino al 2013; il 14 aprile dello stesso anno viene però esonerato dalla squadra maremmana. Il 12 novembre 2013 entra a far parte dello staff di Eugenio Corini, neo-allenatore del Chievo, nel ruolo di collaboratore tecnico.
Il 23 giugno 2018 diviene il nuovo tecnico della Sangiovannese, che lo esonera il 28 aprile 2019.
Il 1º gennaio 2020 torna ad allenare nel settore giovanile della Fiorentina, la categoria Under 18, in sostituzione di Alberto Aquilani, divenuto collaboratore tecnico del neo allenatore della prima squadra, Giuseppe Iachini. Col ritorno di Cesare Prandelli sulla panchina della prima squadra Buso torna a lavorare anche con i "grandi", ma nel giugno 2021 scade il suo contratto e non viene rinnovato.
Attualmente è direttore tecnico dell'Affrico calcio

## Statistiche

### Presenze e reti nei club
Statistiche aggiornate al 30 giugno 2004.
| Stagione          | Squadra           | Campionato        | Campionato | Campionato | Coppe nazionali | Coppe nazionali | Coppe nazionali | Coppe continentali | Coppe continentali | Coppe continentali | Altre coppe | Altre coppe | Altre coppe | Totale | Totale |
| Stagione          | Squadra           | Comp              | Pres       | Reti       | Comp            | Pres            | Reti            | Comp               | Pres               | Reti               | Comp        | Pres        | Reti        | Pres   | Reti   |
| ----------------- | ----------------- | ----------------- | ---------- | ---------- | --------------- | --------------- | --------------- | ------------------ | ------------------ | ------------------ | ----------- | ----------- | ----------- | ------ | ------ |
| 1985-1986         | Juventus          | A                 | 0          | 0          | CI              | 0               | 0               | CC                 | 0                  | 0                  | CInt        | 0           | 0           | 0      | 0      |
| 1986-1987         | Juventus          | A                 | 14         | 1          | CI              | 4               | 1               | CC                 | 0                  | 0                  | -           | -           | -           | 18     | 2      |
| 1987-1988         | Juventus          | A                 | 17+1       | 2          | CI              | 9               | 1               | CU                 | 2                  | 0                  | -           | -           | -           | 29     | 3      |
| 1988-1989         | Juventus          | A                 | 24         | 7          | CI              | 4               | 0               | CU                 | 2                  | 0                  | -           | -           | -           | 30     | 7      |
| Totale Juventus   | Totale Juventus   | Totale Juventus   | 55+1       | 10         |                 | 17              | 2               |                    | 4                  | 0                  |             | 0           | 0           | 77     | 12     |
| 1989-1990         | Fiorentina        | A                 | 29         | 4          | CI              | 3               | 0               | CU                 | 9                  | 3                  | -           | -           | -           | 41     | 7      |
| 1990-1991         | Fiorentina        | A                 | 20         | 5          | CI              | 4               | 1               | -                  | -                  | -                  | -           | -           | -           | 24     | 6      |
| Totale Fiorentina | Totale Fiorentina | Totale Fiorentina | 49         | 9          |                 | 7               | 1               |                    | 9                  | 3                  |             | -           | -           | 65     | 13     |
| 1991-1992         | Sampdoria         | A                 | 19         | 3          | CI              | 7               | 1               | CC                 | 7                  | 0                  | SI          | 1           | 0           | 34     | 4      |
| 1992-1993         | Sampdoria         | A                 | 15         | 1          | CI              | 2               | 0               | -                  | -                  | -                  | -           | -           | -           | 17     | 1      |
| Totale Sampdoria  | Totale Sampdoria  | Totale Sampdoria  | 34         | 4          |                 | 9               | 1               |                    | 7                  | 0                  |             | 1           | 0           | 51     | 5      |
| 1993-1994         | Napoli            | A                 | 31         | 4          | CI              | 2               | 0               | -                  | -                  | -                  | -           | -           | -           | 33     | 4      |
| 1994-1995         | Napoli            | A                 | 32         | 3          | CI              | 5               | 0               | CU                 | 6                  | 1                  | -           | -           | -           | 43     | 4      |
| 1995-1996         | Napoli            | A                 | 32         | 4          | CI              | 0               | 0               | -                  | -                  | -                  | -           | -           | -           | 32     | 4      |
| Totale Napoli     | Totale Napoli     | Totale Napoli     | 95         | 11         |                 | 7               | 0               |                    | 6                  | 1                  |             | -           | -           | 108    | 12     |
| 1996-1997         | Lazio             | A                 | 16         | 1          | CI              | 2               | 0               | CU                 | 0                  | 0                  | -           | -           | -           | 18     | 1      |
| set.-ott. 1997    | Lazio             | A                 | 0          | 0          | CI              | 2               | 0               | CU                 | 0                  | 0                  | -           | -           | -           | 2      | 0      |
| Totale Lazio      | Totale Lazio      | Totale Lazio      | 16         | 1          |                 | 4               | 0               |                    | 0                  | 0                  |             | -           | -           | 20     | 1      |
| ott. 1997-1998    | Piacenza          | A                 | 20         | 2          | CI              | 2               | 0               | -                  | -                  | -                  | -           | -           | -           | 22     | 2      |
| 1998-1999         | Piacenza          | A                 | 29         | 2          | CI              | 2               | 0               | -                  | -                  | -                  | -           | -           | -           | 31     | 2      |
| 1999-2000         | Piacenza          | A                 | 12         | 0          | CI              | 2               | 0               | -                  | -                  | -                  | -           | -           | -           | 14     | 0      |
| Totale Piacenza   | Totale Piacenza   | Totale Piacenza   | 61         | 4          |                 | 6               | 0               |                    | -                  | -                  |             | -           | -           | 67     | 4      |
| 2000-2001         | Cagliari          | B                 | 32         | 4          | CI              | 2               | 0               | -                  | -                  | -                  | -           | -           | -           | 34     | 4      |
| 2001-2002         | Spezia            | C1                | 20+1       | 0          | CI-C            | 0               | 0               | -                  | -                  | -                  | -           | -           | -           | 21     | 0      |
| 2002-2003         | Spezia            | C1                | 19         | 1          | CI+CI-C         | 0               | 0               | -                  | -                  | -                  | -           | -           | -           | 19     | 1      |
| 2003-2004         | Spezia            | C1                | 0          | 0          | CI-C            | 0               | 0               | -                  | -                  | -                  | -           | -           | -           | 0      | 0      |
| Totale Spezia     | Totale Spezia     | Totale Spezia     | 39+1       | 1          |                 | 0               | 0               |                    | -                  | -                  |             | -           | -           | 40     | 1      |
| Totale carriera   | Totale carriera   | Totale carriera   | 383        | 44         |                 | 52              | 4               |                    | 26                 | 4                  |             | 1           | 0           | 462    | 52     |

### Statistiche da allenatore
Statistiche aggiornate al 28 aprile 2019.
| Stagione         | Squadra          | Campionato       | Campionato | Campionato | Campionato | Campionato | Coppe nazionali | Coppe nazionali | Coppe nazionali | Coppe nazionali | Coppe nazionali | Coppe continentali | Coppe continentali | Coppe continentali | Coppe continentali | Coppe continentali | Altre coppe | Altre coppe | Altre coppe | Altre coppe | Altre coppe | Totale | Totale | Totale | Totale | % Vittorie | Piazzamento |
| Stagione         | Squadra          | Comp             | G          | V          | N          | P          | Comp            | G               | V               | N               | P               | Comp               | G                  | V                  | N                  | P                  | Comp        | G           | V           | N           | P           | G      | V      | N      | P      | %          | Piazzamento |
| ---------------- | ---------------- | ---------------- | ---------- | ---------- | ---------- | ---------- | --------------- | --------------- | --------------- | --------------- | --------------- | ------------------ | ------------------ | ------------------ | ------------------ | ------------------ | ----------- | ----------- | ----------- | ----------- | ----------- | ------ | ------ | ------ | ------ | ---------- | ----------- |
| 2006-gen. 2007   | Sarzanese        | D                | 17         | 5          | 5          | 7          | CI-D            | 2               | 0               | 1               | 1               | -                  | -                  | -                  | -                  | -                  | -           | -           | -           | -           | -           | 19     | 5      | 6      | 8      | 26,32      | Eson.       |
| nov. 2011-2012   | Gavorrano        | 2D               | 24         | 11         | 9          | 4          | CI-LP           | -               | -               | -               | -               | -                  | -                  | -                  | -                  | -                  | -           | -           | -           | -           | -           | 24     | 11     | 9      | 4      | 45,83      | Sub., 7º    |
| 2012-2013        | Gavorrano        | 2D               | 30         | 8          | 11         | 11         | CI-LP           | 2               | 1               | 0               | 1               | -                  | -                  | -                  | -                  | -                  | -           | -           | -           | -           | -           | 32     | 9      | 11     | 12     | 28,13      | Eson.       |
| Totale Gavorrano | Totale Gavorrano | Totale Gavorrano | 54         | 19         | 20         | 15         |                 | 2               | 1               | 0               | 1               |                    | -                  | -                  | -                  | -                  |             | -           | -           | -           | -           | 56     | 20     | 20     | 16     | 35,71      |             |
| 2018-apr. 2019   | Sangiovannese    | D                | 37         | 11         | 12         | 14         | CI-D            | 1               | 0               | 1               | 0               | -                  | -                  | -                  | -                  | -                  | -           | -           | -           | -           | -           | 38     | 11     | 13     | 14     | 28,95      | Eson.       |
| Totale carriera  | Totale carriera  | Totale carriera  | 108        | 35         | 37         | 36         |                 | 5               | 1               | 2               | 2               |                    | -                  | -                  | -                  | -                  |             | -           | -           | -           | -           | 113    | 36     | 39     | 38     | 31,86      |             |

## Palmarès

### Giocatore

#### Club

##### Competizioni nazionali
- Campionato italiano: 1

Juventus: 1985-1986
- Supercoppa italiana: 1

Sampdoria: 1991

##### Competizioni internazionali
- Coppa Intercontinentale: 1 [43]

Juventus: 1985

#### Nazionale
- Campionato d'Europa Under-21: 1

1992

#### Individuale
- Miglior giocatore dell'Europeo Under-21: 1

1992
- Miglior marcatore dell'Europeo Under-21: 1

1992 (3 reti)

### Allenatore

#### Club

##### Competizioni giovanili
- Campionato Allievi Nazionali: 1

Fiorentina: 2008-2009
- Coppa Italia Primavera: 1

Fiorentina: 2010-2011